# The Revenant Choir
The Revenant Choir är Versailles första singel och det gavs ut den 23 juni 2007.

## Låtförteckning
| 1.           | The Revenant Choir                | Kamijo       | Versailles   | 8:51  |
| 2.           | The Revenant Choir-Vocal Lesson-  | Kamijo       | Versailles   | 6:24  |
| 3.           | The Revenant Choir-Bass Lesson-   | Kamijo       | Versailles   | 6:24  |
| 4.           | The Revenant Choir-Drum Lesson-   | Kamijo       | Versailles   | 6:26  |
| 5.           | The Revenant Choir-Guitar Lesson- | Kamijo       | Versailles   | 6:23  |
| Total längd: | Total längd:                      | Total längd: | Total längd: | 34:28 |